# Inmigración saharaui en México
La inmigración saharaui en México se refiere al asentamiento de ciudadanos del Sahara Occidental en dicho país americano.
Recientemente se ha identificado a una comunidad de refugiados procedentes de República Árabe Saharaui Democrática, (algunos de ellos ya nacionalizados) que ha decidido establecerse principalmente en la Ciudad de México y el estado de Veracruz.

## Historia
En 1985 llegaron los primeros saharauis a México, gracias a una política de asilo y refugio que solicitaron muchos ciudadanos de la última región colonizada de África. La guerra entre este territorio y Marruecos, fue la causa principal de emigración hacia el Continente Americano, principalmente hacia los países que han aceptado la proclamación de la República Saharaui, tales como Cuba, México, Venezuela, Ecuador, Bolivia, Paraguay, Uruguay, Nicaragua y Panamá.
Los saharauis fueron recibidos por la comunidad libanesa de México y otras comunidades de habla árabe que se han establecido en México, los libaneses, sirios y egipcios han buscado integrar a los refugiados a la dinámica económica y cultural de México; sin embargo, muchos saharauis hablaban español, lo que les permitió un rápido establecimiento en el país.
En 1999, México decide reconocer a la República Árabe Saharaui, como estado independiente, al mismo tiempo, se establece la embajada oficial de este país, aún sin reconocimiento por la mayoría de las naciones. El gesto de amistad surgió entre los mexicanos que recibieron a los refugiados saharauis en la Ciudad de México, muchos de ellos mutilados y discapacitados por los enfrentamientos, así como niños huérfanos.